# Les mongetes màgiques
Les mongetes màgiques és un conte popular anglès recollit a Els llibres de les fades. Se n'han fet diverses adaptacions a musicals, obres teatrals i fins i tot un curt de dibuixos animats protagonitzat per Mickey Mouse.

## Argument
El Jack i la seva mare vivien en la pobresa i un dia van trobar-se que només tenien una vaca per vendre. Anant al mercat, Jack es va trobar una vella que la hi va intercanviar per un grapat de mongetes, assegurant-li que eren màgiques. La mare les va llençar per la finestra, enfadada perquè creia que havien enganyat al seu fill. Però les mongetes van créixer fins a formar una llarga tija que s'enfilava als núvols.
Pujant per la planta, en Jack va arribar a casa d'un gegant. En aquells moments no hi era i va poder robar-li una bossa de monedes d'or, amagant-se gràcies a la dona del gegant quan aquest va tornar a casa. Un segon dia va aconseguir una gallina que ponia ous d'or. Al tercer dia, la dona va avisar el seu marit i aquest va perseguir el Jack mentre baixava per la tija. Quan va arribar a terra, va manar a la seva mare que tallés ràpidament la planta amb una destral, de manera que el gegant es va trencar el coll. Aleshores en Jack va viure feliç per sempre amb la seva mare gràcies als tresors que havia aconseguit.

## Anàlisi
Usualment s'ha adscrit el conte al número 328 de la Classificació Aarne-Thompson, ja que el protagonista aconsegueix les riqueses d'un gegant, però la planta de les mongetes i els tresors trobats fan que s'allunyi de les altres històries d'aquest esquema, essent doncs considerat un conte híbrid.
Apareixen elements propis dels contes de fades tradicionals, com el gegant, la vella que en realitat és una bruixa que dona un objecte màgic a canvi de l'ajuda de l'heroi, la gallina dels ous d'or o la repetició del mateix episodi (pujar per la tija) tres vegades, xifra pròpia d'aquestes històries. El final feliç associat a la riquesa és un altre tòpic d'aquests contes.
Els orígens de la planta que puja al cel podrien estar en una adaptació del mite de l'arbre de la vida. El nom del protagonista, Jack, és força comú als contes anglesos on apareix un heroi ambigu, enginyós però no sempre moralment acceptable, que sembla emparentar amb els déus enganyadors de la mitologia.